# Liste von Denkmälern Friedrichs des Großen
Diese Liste enthält Denkmäler zum preußischen König Friedrich der Große (1712–1786). Sie ist nicht vollständig.

## Geschichte

### Historische Entwicklung
Es gab zahlreiche Porträts und einige Büsten über König Friedrich II. zu Lebzeiten, ein Denkmal lehnte er aber kategorisch ab.
Bald nach seinem Tod 1786 entstanden die ersten Entwürfe und die ersten Denkmäler, zuerst in Carlsruhe/Oberschlesien (jetzt Pokój, um 1790) und Schloss Neuhardenberg von adligen Verehrern, sowie in der Stadt Stettin (1793).
Danach wurden weitere errichtet, auch in Potsdam und Berlin, wo es allerdings viele Jahre dauerte, bis 1851 endlich das große Reiterstandbild eingeweiht werden konnte.
In einigen schlesischen Städten entstanden ab etwa 1840 Denkmäler, zur Erinnerung an die Einnahme dieses Gebiets durch Friedrich 1740/41. Ebenso wurde in einigen Städten Westpreußens und in der Provinz Posen in dieser Form an deren Eingliederung zu Preußen 1772 gedacht.
Im Oderbruch, das auf seine Anordnung trockengelegt wurde, wetteiferten 1904 die Kolonistendörfer Neutrebbin und Letschin darum, wer als erstes ein Denkmal für den Preußenkönig errichten kann.
Von 1915 ist der letzte Denkmalseinweihung. für Friedrich in der Stadt Brandenburg an der Havel bekannt.
1919 wurden alle Friedrichdenkmäler, wie auch die anderer preußischer Staatsmänner, in den polnisch gewordenen Provinzen Westpreußen und Posen abgebaut.
Ebenso wurde nach 1945 fast alle seine Denkmäler im östlichen Deutschland und in den nun polnischen Gebieten Schlesien, Pommern entfernt. Erhielten blieben sie lediglich in den Schlossparks Neuhardenberg, Rheinsberg und Carlsruhe/Oberschlesien (jetzt Pokój).
1980 wurde das Reiterstandbild Unter den Linden in Berlin wieder aufgestellt. Nach 1995 wurden in einigen weiteren Orten wie Letschin, Neutrebbin, Berlin-Friedrichshain, Berlin-Friedrichshagen die alten Standbilder wieder aufgestellt oder Nachbildungen geschaffen .

### Unterschiedliche Bewertungen zu verschiedenen Zeiten
Die Bewertung Friedrichs II. und seiner Denkmäler veränderte sich im Laufe der Jahrzehnte.
Kurz nach seinem Tod war es noch aufrichtige Verehrung von Zeitgenossen, die ihn meist persönlich gekannt und ihm einiges zu verdanken hatten.
Ab etwa 1840 trat der nationalistische Gedanke stärker in den Vordergrund, und Friedrich II. wurde als Kriegsherr und Eroberer fremder Gebiete verehrt. Eine Ausnahme war. da die Erinnerung an die friedliche Gewinnung des Oderbruchs durch Trockenlegung (ohne Soldaten).
In Polen galt Friedrich II. dagegen als Sinnbild für die preußische Expansionspolitik und wurde daher abgelehnt, wie andere preußische Staatsmänner auch. Daher wurde dort jede Erinnerung an ihn 1919 und nach 1945 in den vorher deutschen Gebieten beseitigt. Ebenso wurde er in der Sowjetischen Besatzungszone und in der DDR als Vertreter des feudalen und militaristischen Preußens abgelehnt.
Erst in den folgenden Jahrzehnten differenzierte sich diese Sichtweise etwas, was zum Wiederaufstellung des Reiterstandbildes Unter den Linden im Jahre 1980 führte (auch mit dem Blick auf eine stärkere Akzeptanz der DDR durch die Bundesrepublik und damit verbundene stärkere finanzielle Unterstützungen durch diese).
Bei den Wiedererrichten von Denkmälern in Ostdeutschland nach 1995 wurde König Friedrich II. nun vor allem als aufgeklärter Herrscher gewürdigt, der viele progressive Reformen in Preußen durchführte und dieses damit auch zum Vorbild für andere Länder machte.

## Typisierung
Es gab verschiedene Arten von Denkmälern für König Friedrich II. Am häufigsten waren Standbilder, bei denen er in jeweils leicht veränderten Körperhaltungen dargestellt wurde.
Das häufigste Motiv war mit einem Herrscherstab in der rechten Hand und einem Säbel oder Degen an der linken Seite, das auf einen Entwurf von Schadow von 1816/1822 zurückgeht und dann in leicht veränderter Form in verschiedenen Orten aufgestellt wurde (Potsdam, Bromberg, Marienburg, Letschin). Reiterstandbilder, auf einem Pferd sitzend, gab es in Berlin (Christian Daniel Rauch, 1839/51), sowie in Breslau (von seinem Schüler Leopold Koch) und Beuthen.
Das Standbild von Johannes Uphues für die Berliner Siegesallee von 1899 wurde ebenfalls mehrfach kopiert und kam so nach Potsdam-Sanssouci und in die USA als Geschenk von Kaiser Wilhelm II. 1908.

## Öffentliche Standbilder

### Gebiet des heutigen Deutschland
| Ort                                    | Beschreibung                                       | Entstehungszeit                                     | Bildhauer                      | Bild | Bemerkungen |
| -------------------------------------- | -------------------------------------------------- | --------------------------------------------------- | ------------------------------ | ---- | --- |
| Berlin, Unter den Linden               | Reiterstandbild                                    | 1839/1851                                           | Christian Daniel Rauch         |      | 1950 abgebaut, 1980 wieder aufgestellt |
| Berlin, Siegesallee                    | Standbild                                          | 1899                                                | Joseph Uphues                  |      | Denkmalgruppe 28, mit vielen anderen historischen Persönlichkeiten, nach 1945 ausgelagert, seit 2016 in der Zitadelle Spandau; Kopien in Potsdam Sanssouci und USA |
| Berlin, Schloss Charlottenburg         | Standbild (Kopie)                                  |                                                     |                                |      | Bronzekopie des Marmororiginals für den Paradeplatz in Stettin von Johann Gottfried Schadow, nach Fotos                                                            |
| Berlin, Volkspark Friedrichshain       | Standbild                                          | 2000 wiederaufgestellt                              |                                |      | |
| Berlin-Friedrichshagen, Marktplatz     | Standbild                                          | 2003 wiederaufgestellt                              |                                |      | |
| Brandenburg an der Havel, Nicolaiplatz | Standbild                                          | 1915                                                | Leopold Koch                   |      | um 1946 zerstört |
| Letschin, Oderbruch                    | Standbild                                          | 1905                                                | Hans Weddo von Glümen          |      | große Ähnlichkeit mit Denkmal aus Bromberg, 1996 neu aufgestellt nach Restaurierung                                                                                |
| Neuhardenberg, Schlosspark             | Figuren mit Porträtrelief                          | 1792                                                | Johann Wilhelm Meil            |      | eines der ersten Denkmäler für Friedrich II., betrauert von Mars und Minerva                                                                                       |
| Neutrebbin                             | Standbild (Kopie)                                  | 1904, 1994 Neuanfertigung nach historischem Vorbild | Heinrich Wefing, Roland Rother |      | nach 1945 beseitigt, 1994 rekonstruiert |
| Potsdam, Park Sanssouci                | verkleinerte Replik des Berliner Reiterstandbildes |                                                     |                                |      | südlich des Orangerieschlosses, an der Jubiläumsterasse |
| Potsdam, Park Sanssouci, Marlygarten   | Standbild                                          |                                                     |                                |      | |
| Potsdam, an der Garnisonskirche        | Standbild                                          |                                                     |                                |      | nicht erhalten |
| Rheinsberg                             | Statue des Kronprinzen                             |                                                     |                                |      | |
| Torgau, Friedrichplatz                 | Standbild                                          | 1912                                                | Hans Arnold                    |      | um 1946 abgebaut |
| Stadt Kloster Zinna, Marktplatz        | Standbild                                          |                                                     |                                |      | |

### Historische deutsche Gebiete

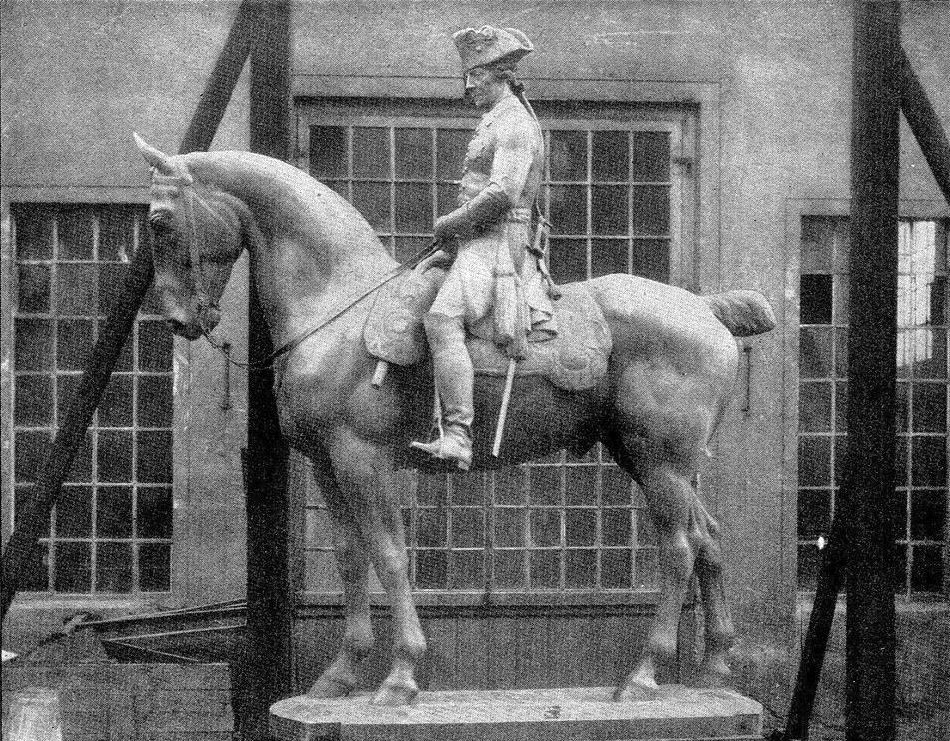
Standbild in Beuthen (nicht erhalten)

In den historischen deutschen Gebieten, die jetzt zu Polen gehören, gab es auch einige Denkmäler für Friedrich den Großen. Erhalten sind nur das beschädigte Standbild in Pokój (früher Carlsruhe/Oberschlesien) und das wieder aufgetauchte Standbild in Stettin nach umfangreicheren Restaurierungsarbeiten, außerdem die Sockelfiguren des ehemaligen Standbilds in Malbork (vorher Marienburg).
Pommern
- Schneidemühl (jetzt Piła), Standbild, 1925–1939 aus Bromberg, danach dorthin zurück, 1945 verschwunden
- Stolpmünde (jetzt Ustka), Standbild
- Stettin (jetzt Szczecin), Standbild, restauriert erhalten

Provinz Posen
- Bromberg (jetzt Bydgoszcz), Standbild

Schlesien
- Beuthen (jetzt Bytom), Reiterstandbild, 1910, Louis Tuaillon
- Breslau (jetzt Wrocław), Standbild, 1847–1944
- Brieg (jetzt Brzeg), Standbild
- Carlsruhe/Oberschlesien (jetzt Pokój), um 1790, einziges erhaltenes Standbild Friedrichs II. in heutigen Polen, ohne Kopf und Arme
- Glogau (jetzt Głogów), Standbild
- Klein Schen (jetzt Przydroże Małe), 1886–um 1945[5]
- Liegnitz (jetzt Legnica), Standbild
- Oppeln (jetzt Opole), Standbild
- Schweidnitz (jetzt Świdnica), Standbild

Westpreußen
- Marienburg (jetzt Malbork), Standbild 1877 von Rudolf Siemering, zerstört, Sockelfiguren sind erhalten
- Thorn (jetzt Toruń), 1873–1919

## Weitere Denkmäler und Statuen
Gedenksteine
Gedenksteine ohne Porträts
- Friedrichstein bei Goschen, Lieberose, Brandenburg, erhalten
- Gedenkstein in Bad Pyrmont für Kuraufenthalt, erhalten

Medaillons
- Obelisk in Potsdam, Alter Markt, 1755, von Knobelsdorff, mit vier Medaillons, darunter auch von Friedrich II., einziges Denkmal zu Lebzeiten
- Wernigerode, Gedenkstein mit Porträtrelief, 2012, zur Erinnerung an die Gründung der Kolonie Friedensthal[6]

Weitere Statuen
Skulpturen in Museen und ähnlichen Orten
- Berlin-Mitte, Alte Nationalgalerie, Staue mit Windspielen (Hunden), 1816/1822, Johann Gottfried Schadow
- Potsdam, Schloss Sanssouci, Statuette mit Windhunden, 1822, François Léquine, nach Original von Johann Gottfried Schadow (von 1816), Bronzekopie, 91 Zentimeter[7]

- Walhalla, Büste, 1807, Johann Gottfried Schadow, in einem Sessel sitzend

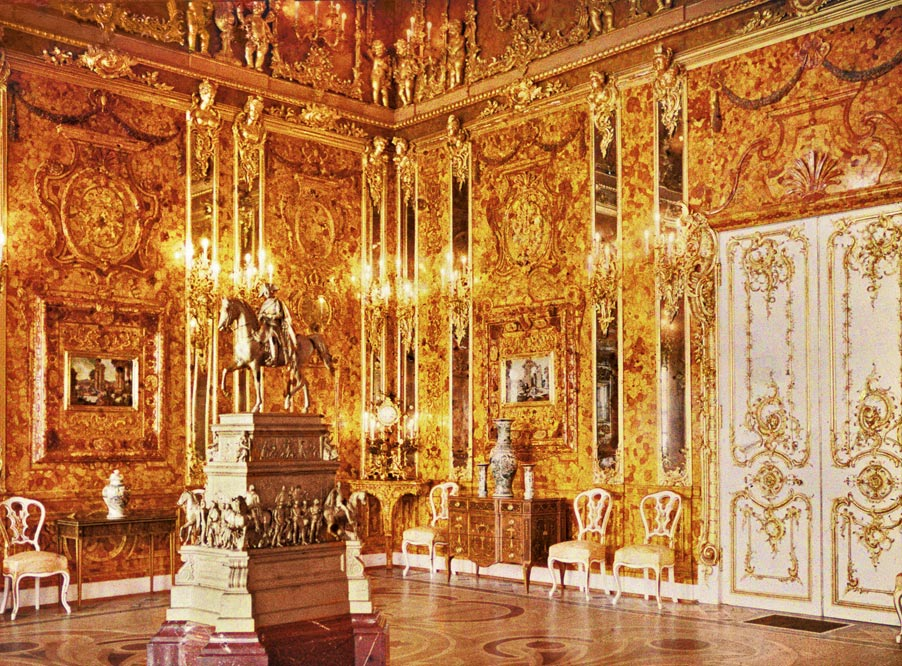
Replik des Berliner Reiterstandbilds in Zarskoje Selo

- Zarskoje Selo, Russland, Katharinenpalast, Bernsteinzimmer, kleine Replik des Berliner Reiterstandbildes, 1917 entfernt, nach 2000 wieder rekonstruiert